# Dicranota subreticularis
Dicranota subreticularis är en tvåvingeart som beskrevs av Alexander 1964. Dicranota subreticularis ingår i släktet Dicranota och familjen hårögonharkrankar. Inga underarter finns listade i Catalogue of Life.